# Іглвілл (округ Сентер, Пенсільванія)
Іглвілл (англ. Eagleville) — переписна місцевість (CDP) в США, в окрузі Сентр штату Пенсільванія. Населення — 285 осіб (2020).

## Географія
Іглвілл розташований за координатами 41°3′22″ пн. ш. 77°35′7″ зх. д. / 41.05611° пн. ш. 77.58528° зх. д. (41.055987, -77.585317).  За даними Бюро перепису населення США в 2010 році переписна місцевість мала площу 2,45 км², уся площа — суходіл.

## Демографія
Згідно з переписом 2010 року, у селищі мешкали 324 особи в 127 домогосподарствах у складі 86 родин. Густота населення становила 132 особи/км².  Було 190 помешкань (78/км²).
Расовий склад населення:
| - 99,4 % — білих |

До двох чи більше рас належало 0,0 %. Частка іспаномовних становила 1,5 % від усіх жителів.
За віковим діапазоном населення розподілялося таким чином: 26,2 % — особи молодші 18 років, 66,7 % — особи у віці 18—64 років, 7,1 % — особи у віці 65 років та старші. Медіана віку мешканця становила 38,3 року. На 100 осіб жіночої статі у селищі припадало 109,0 чоловіків;  на 100 жінок у віці від 18 років та старших — 102,5 чоловіків також старших 18 років.
Середній дохід на одне домашнє господарство  становив 55 019 доларів США (медіана — 57 679), а середній дохід на одну сім'ю — 63 422 долари (медіана — 64 861). За межею бідності перебувало 6,7 % осіб, у тому числі 0,0 % дітей у віці до 18 років та 0,0 % осіб у віці 65 років та старших.
Цивільне працевлаштоване населення становило 261 особа. Основні галузі зайнятості: роздрібна торгівля — 26,4 %, виробництво — 25,7 %, освіта, охорона здоров'я та соціальна допомога — 10,0 %, будівництво — 9,6 %.